# Teatro dell'Opera di Hanoi
Il teatro dell'Opera di Hanoi (in vietnamita Nhà hát Lớn Hà Nội) è un edificio del centro di Hanoi, capitale del Vietnam.

## Storia
Ispirato all'architettura dell'Opéra Garnier di Parigi, il teatro dell'Opera di Hanoi è stato costruito sul progetto degli architetti Broyer e Harlay. Situato al numero 1 di via Tràng Tiên nel distretto di Hoàn Kiêm, i lavori di costruzione dell'Opera di Hanoi iniziarono il 7 giugno 1901 per essere poi terminati nel 1910. L'edificio ha una lunghezza di 87 m per una larghezza di 30 m. Con una superficie di 2 600 m2, il suo grande salone può ospitare fino a 598 persone.
Durante la rivoluzione di agosto la piazza di fronte al teatro fu il centro di una manifestazione a supporto del fronte Viet Minh: per questo motivo la piazza venne ribattezzata Piazza della rivoluzione d'agosto. La prima riunione dell'Assemblea nazionale della Repubblica democratica del Vietnam si tenne all'interno del teatro e nell'ottobre 1946 vi venne discussa ed approvata la prima Costituzione della repubblica. Il teatro continuò ad essere usato come sede dell'Assemblea nazionale fino alla costruzione della Sala congressi Ba Đình. Nel 1997, il teatro dell'Opera di Hanoi è stato ristrutturato e rinnovato con un finanziamento francese in occasione del settimo vertice dell'Organizzazione internazionale della francofonia.
Nella stagione dei matrimoni (dall'inizio settembre fino alla fine dell'anno) è possibile vedere regolarmente coppie di sposi venire di fronte all'edificio per farvi delle foto.

## Galleria d'immagini

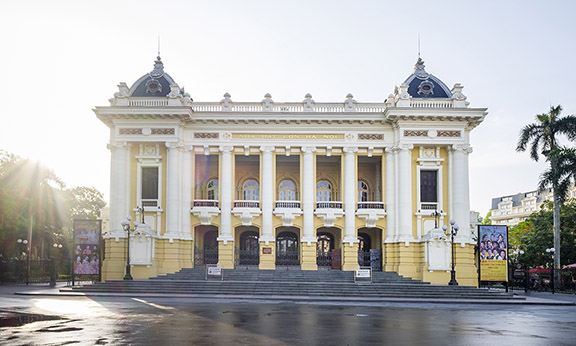
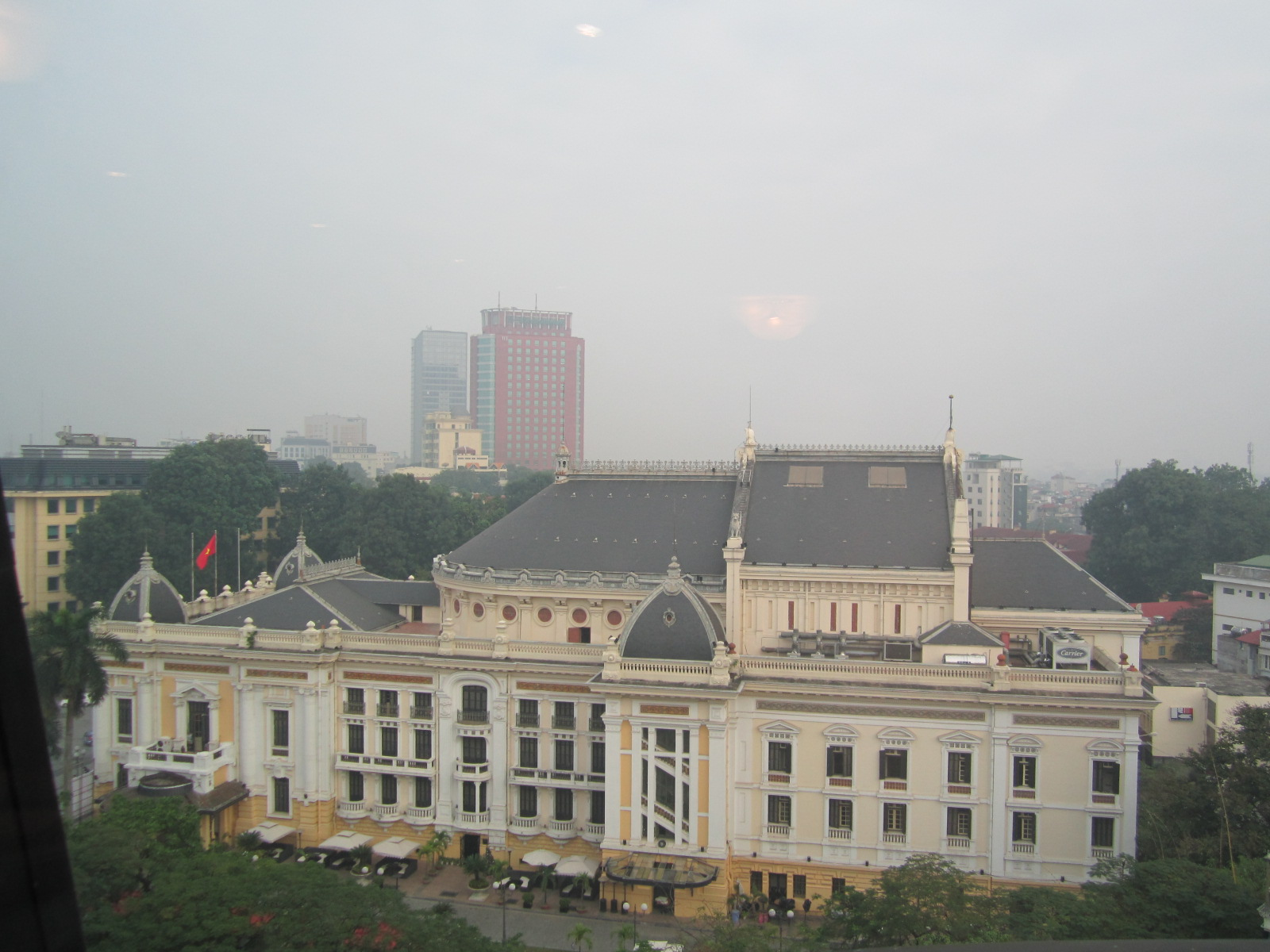
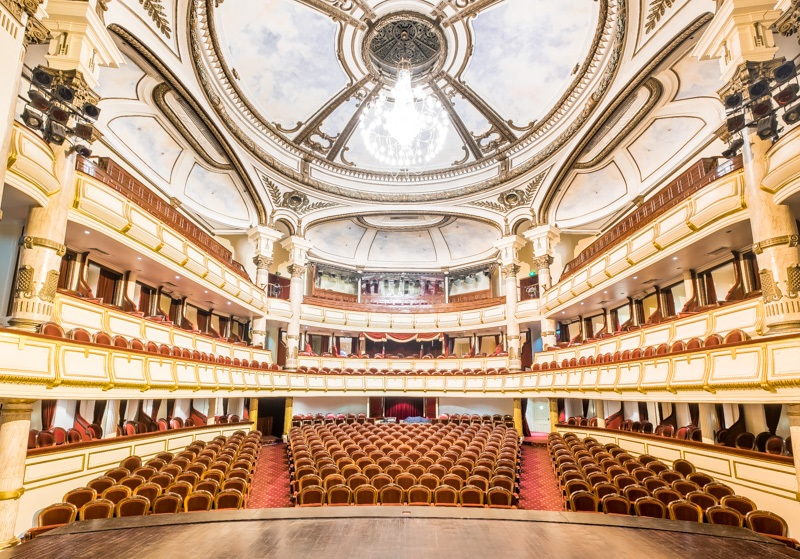
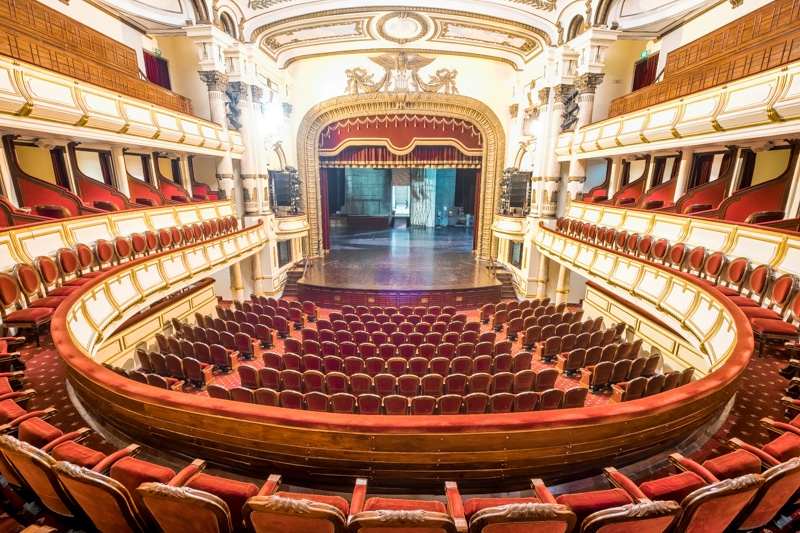
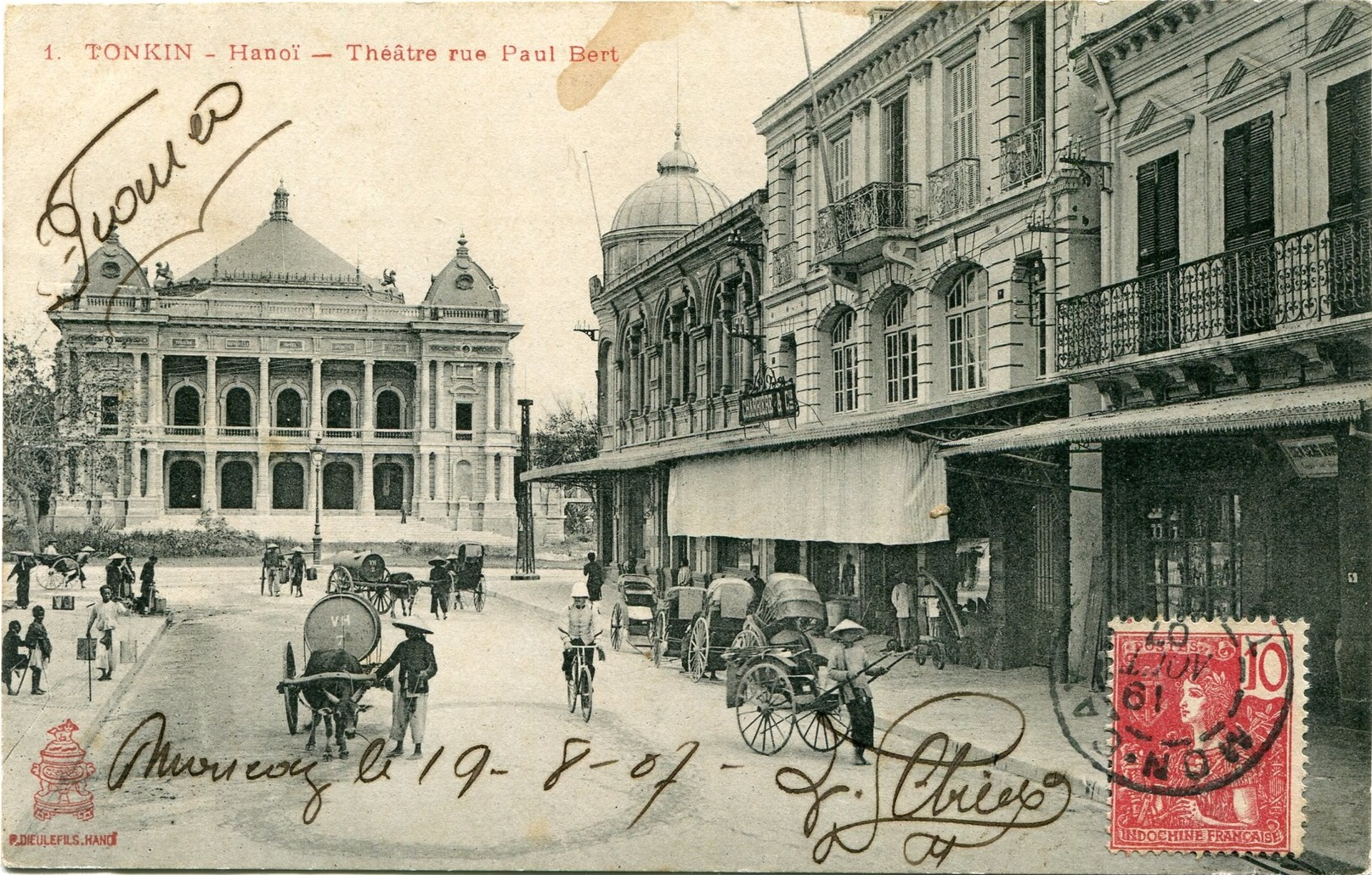
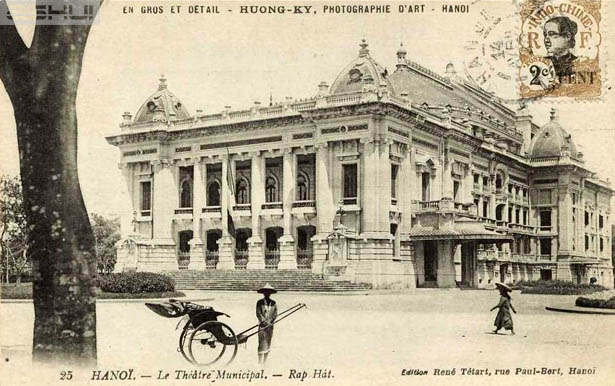